# Sankt Katharinen (Landkreis Neuwied)

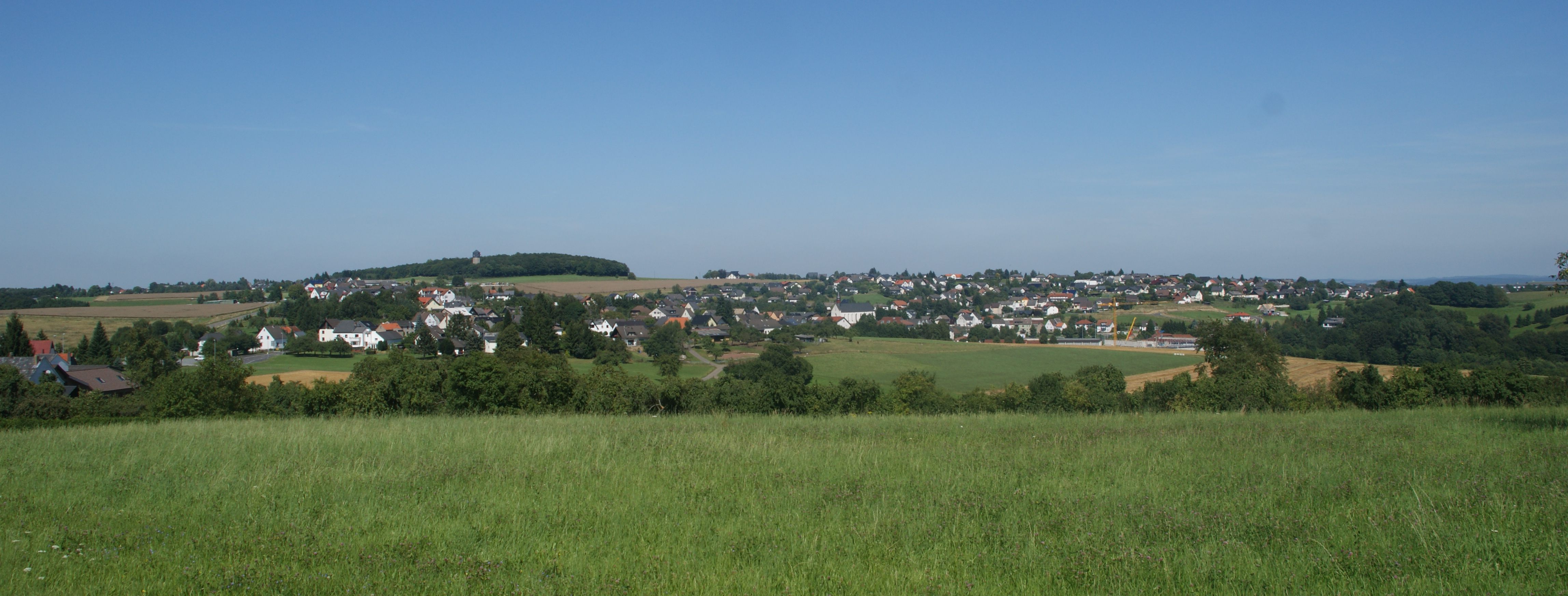
St. Katharinen

Sankt Katharinen (Landkreis Neuwied) ist eine Ortsgemeinde im Landkreis Neuwied in Rheinland-Pfalz. Die Gemeinde gehört der Verbandsgemeinde Linz am Rhein an, die ihren Verwaltungssitz in der Stadt Linz am Rhein hat.

## Geographie

### Geographische Lage
St. Katharinen liegt auf einer Höhe von 319 m ü. NHN, 6 km nordöstlich der Stadt Linz am Rhein. Die Kreisstadt Neuwied liegt 30 km südlich der Gemeinde. Die Ortschaft erstreckt sich in die westlichen Ausläufer des Westerwalds im Naturpark Rhein-Westerwald. Im Norden grenzt St. Katharinen an die Ortsgemeinde Vettelschoß, östlich liegt Neustadt (Wied) und südöstlich Roßbach, im Süden die Höhenlagen der Gemeinde Dattenberg und im Westen die Stadt Linz am Rhein. Mit den Ortsteilen Als-Au und Sengenau reicht das Gemeindegebiet bis in das Wiedtal.
Die höchsten Erhebungen im Gemeindegebiet sind:
- Strödter Hügel, auch Strödter Kopf (323,5 m ü. NHN), ehemals 341 m hoch, aufgelassener Basaltsteinbruch, See nicht zugänglich
- Ginsterhahner Kopf (375,6 m), mit einem 156 Meter hohen Sendemast
- Notscheider Kopf (374,4 m), ehemals 396 m hoch, aufgelassener Basaltsteinbruch, See zugänglich
- Hummelsberg (407,4 m), ehemals 445 m hoch, aufgelassener Basaltsteinbruch, See nicht zugänglich

### Gemeindegliederung
- Als-Au
- Anxbach
- Brochenbach
- Ginsterhahn
- Grendel
- Hargarten
- Hilkerscheid
- Hinterlorscheid
- Homscheid
- Kaimig
- Lorscheid
- Noll
- Notscheid
- Rödder
- Sengenau
- Steinshardt
- Strödt

Wohnplätze der Ortsgemeinde Sankt Katharinen sind Klostermühl (Kausemannsmühle), Kreuzchen, Ramheckhöfe und Rödderhof.

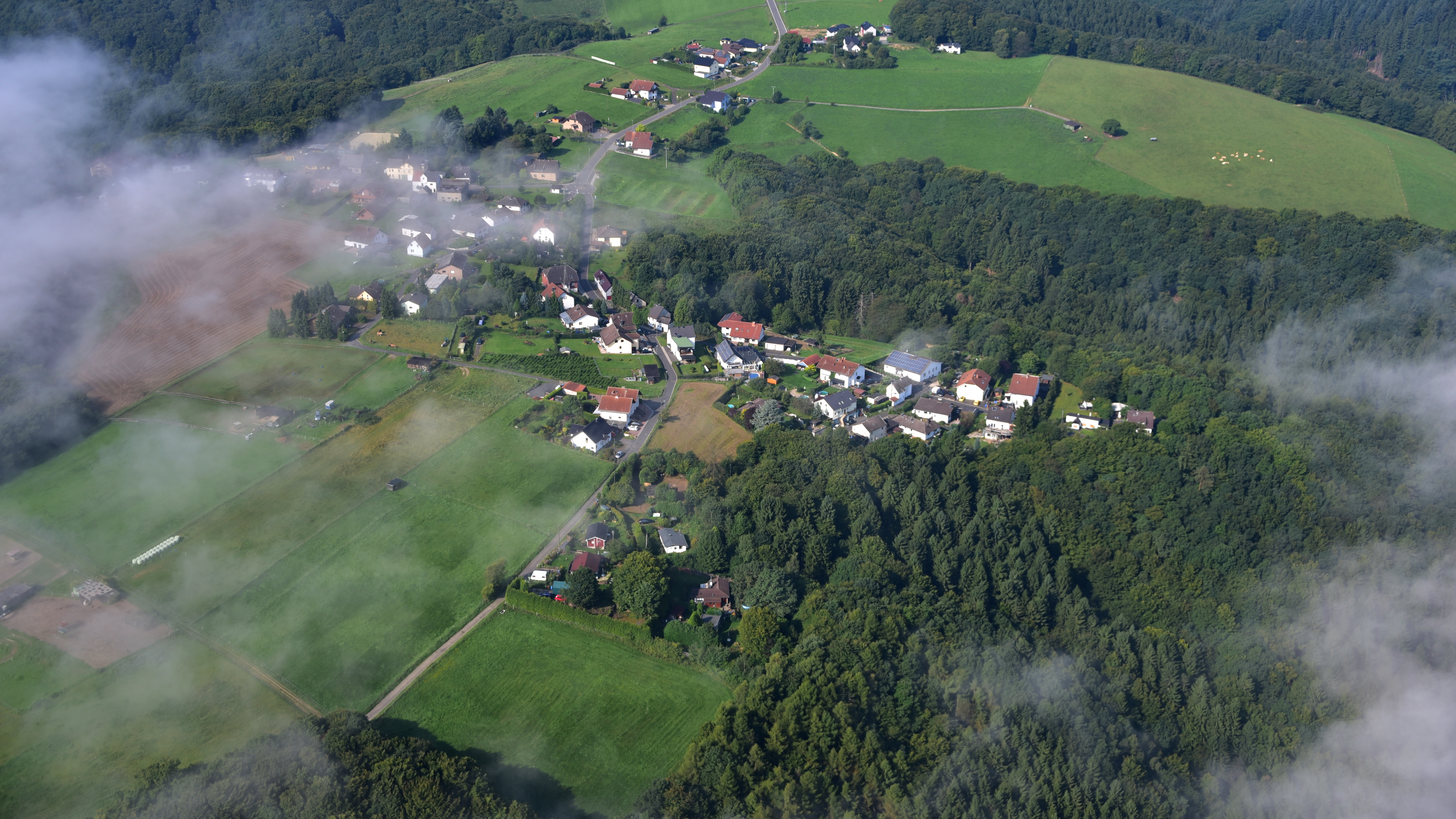
Steinshardt, Luftaufnahme (2017)

## Geschichte
Im Rahmen der Mitte der 1960er Jahre begonnenen rheinland-pfälzischen Verwaltungs- und Gebietsreform wurden auf der Grundlage des am 7. Juni 1969 in Kraft getretenen „Fünften Landesgesetzes über die Verwaltungsvereinfachung im Lande Rheinland-Pfalz“ vom 14. Februar 1969 die bis dahin eigenständigen Gemeinden Hargarten, Lorscheid und Notscheid aufgelöst und aus ihnen die neue Gemeinde Sankt Katharinen gebildet. Die Gemarkungen der ehemaligen Gemeinden wurden ebenfalls aufgelöst und bilden seitdem die Gemarkung St. Katharinen. Zuvor hatten sich die Gemeinderäte der drei Gemeinden für einen Zusammenschluss ausgesprochen und als Namen für die neue Gemeinde den Namen des in der heutigen Ortsmitte gelegenen früheren Klosters St. Katharinen gewählt. Im zeitlichen Umfeld der Neubildung der Gemeinde kam es 1974 zu Gebietskorrekturen, die dazu führten, dass der ehemals zur Stadt Linz am Rhein gehörende westliche Teil des Ortsteils Ginsterhahn heute zu Sankt Katharinen gehört.

### Keltischer Ringwall
Die geschichtlich erforschte erste Besiedlung in der heutigen Ortsgemeinde liegt etwa 2.500 Jahre zurück. Von der rheinischen Provinzialverwaltung in Bonn wurde im Jahr 1936 auf dem im Ortsteil Hargarten liegenden Hummelsberg ein durch den Basaltabbau bereits zum größten Teil zerstörter Ringwall untersucht mit dem Ergebnis, dass der Ringwall der Hunsrück-Eifel-Kultur zuzuordnen ist und in der Zeit von 600 bis 400 v. Chr. als befestigte Höhensiedlung gedient hat. Von dem Ringwall sind keine Überreste mehr vorhanden.

### Kloster St. Katharinen
Erste urkundliche Erwähnungen datieren aus der Zeit um das Jahr 1201, als das bei der Burg Rennenburg gelegene adelige Damenstift abbrannte und Gerhard von Rennenberg und seine Frau Benedikta von der Neuerburg zur Stiftung bzw. der Gründung des Klosters St. Katharinen im Jahre 1257 veranlasste. Die Klosterkirche wurde 1238 gebaut, Teile hiervon sind in der heutigen Pfarrkirche noch erhalten. Aufgrund des Reichsdeputationshauptschlusses wurde das Kloster im Jahr 1803 aufgelöst.

### Katholische Pfarrkirche St. Katharina

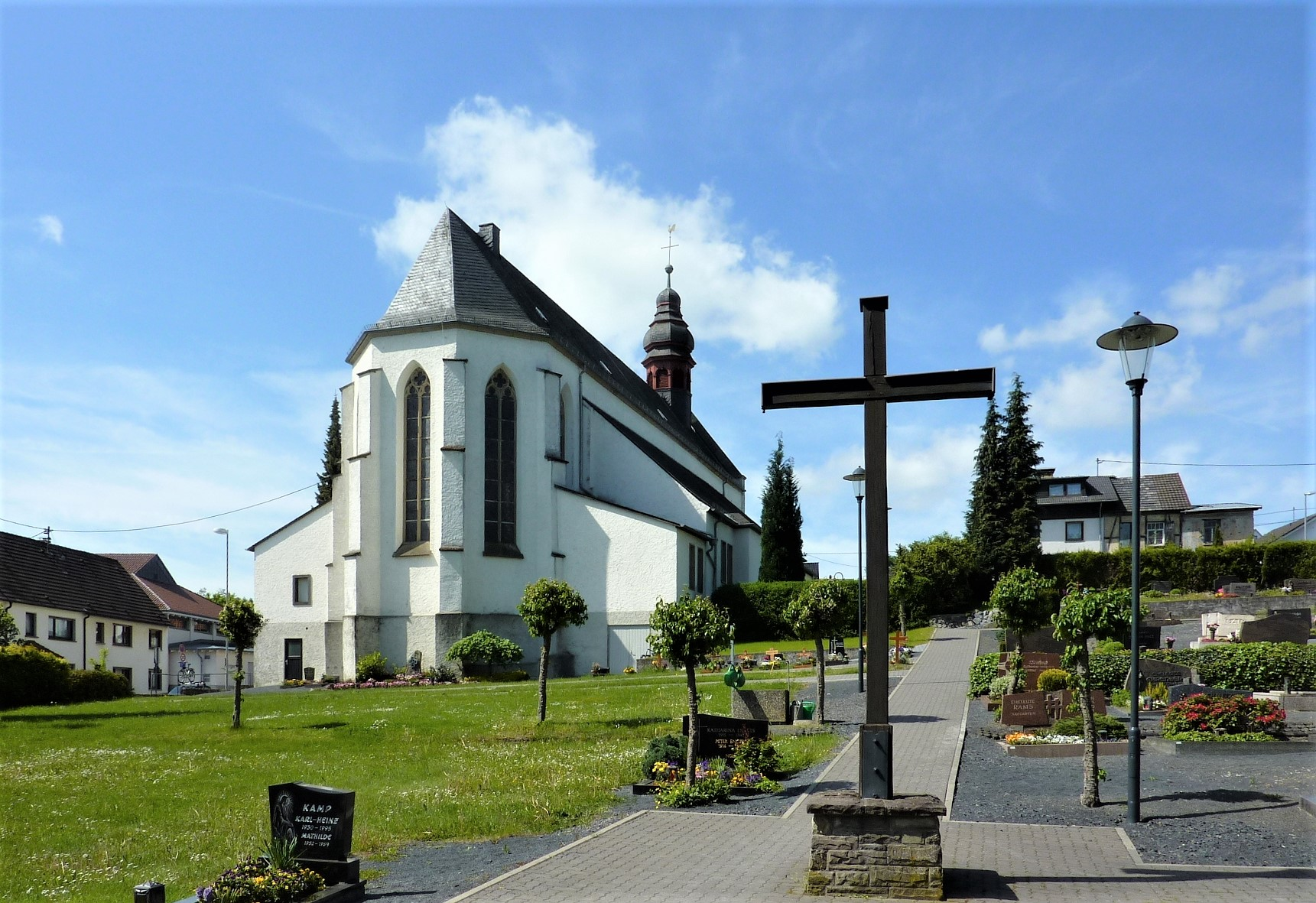
St. Katharina

Die Kreuzigungsgruppe aus der Werkstatt von Hans Backoffen (um 1514, aus Eifeler Tuffstein) wurde am 13. März 1945 Opfer des Krieges.
Nur der Rumpf des Christuskörpers blieb erhalten. Er wurde 1961 im Rahmen der Beseitigung der schweren Kriegsschäden von Architekt Hansjoachim Neckenig aus Neuwied in der Kirche in ein von ihm entworfenes modernes Kreuz montiert, der dem Schutz des Korpus dient und zugleich das Andenken an die Schreckenszeit der letzten Kriegstage wachhält. Das Kreuz hängt im Altarraum der Kirche.

### Geschichte der Ortsteile
Da die heutige Ortsgemeinde erst 1969 entstanden ist, werden die wichtigsten, auf die Ortsteile bezogenen, geschichtlichen Ereignisse in chronologischer Form aufgeführt:
- Die älteste überlieferte Namensform von Lorscheid stammt aus dem Jahr 1258.
- Der Ortsteil Noll wird 1281 durch eine Zehntabgabe von Hermann von Rennenberg an die Abtei in St. Katharinen erwähnt.
- Ebenfalls wird der Ortsteil Hilkerscheid im Jahr 1281 erstmals erwähnt.
- Seit dem Jahr 1312 ist eine Klostermühle am Brochenbach urkundlich nachweisbar. Im 17. Jahrhundert wurde diese zerstört, das Kloster veranlasste einen Neubau oberhalb der alten Mühle, nach einer wechselvollen Geschichte brannte die Klostermühle im Jahr 1958 ab.
- Homscheid wird erstmals im Jahr 1670 genannt, vermutlich ist der Ort früher entstanden.
- Die Brochenbacher Bannmühle wurde 1681 gebaut. Diese Mühle besteht heute noch und steht unter Denkmalschutz.
- Die Erbauung der Apolloniakapelle im Ortsteil Hargarten fällt in das Jahr 1690. Die Glocken sind aus den Jahren 1628 und 1718.
- Der Ortsteil Strödt wird 1716 erstmals im Zusammenhang mit einer Abgabe an die Abtei in St. Katharinen genannt.
- In der im Ortsteil Steinshardt stehenden Petruskapelle aus dem Jahr 1797 befindet sich eine Reliquienplatte, die aus der Zeit um 1511 stammt.

### Erz und Basalt

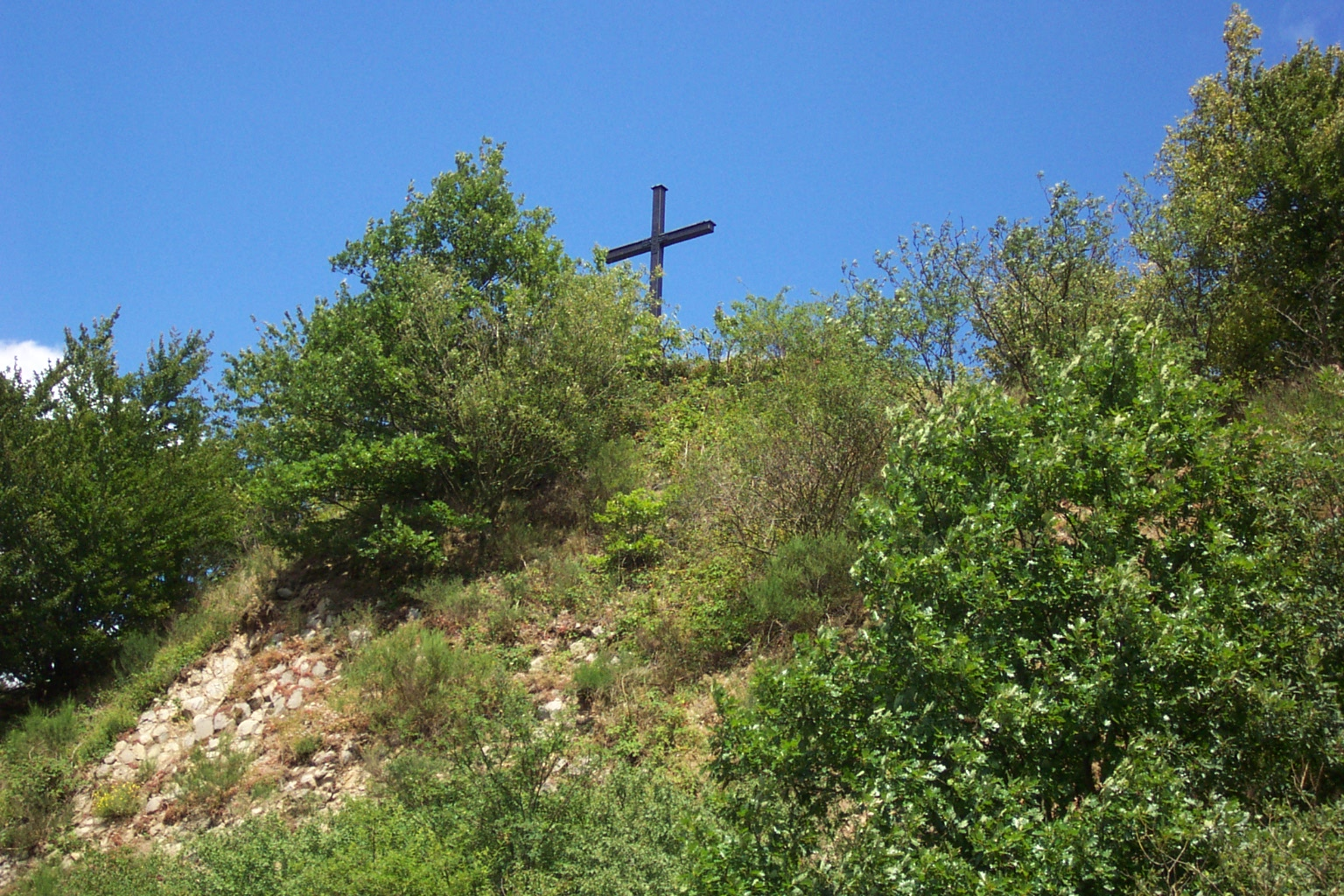
Gipfelkreuz auf dem Hummelsberg

Im Gemeindegebiet von St. Katharinen bestanden entlang des Anxbaches mehrere Erzgruben, von der zur Gemeinde Neustadt (Wied) gehörenden „Grube Anxbach“ wird berichtet, dass hier bereits Anfang des 16. Jahrhunderts Erzbergbau betrieben wurde. Im Jahr 1876 begann der Untertagebau, gefördert wurden Spateisenstein, aber auch Blei-, Zink- und Kupfererze. Die Bewohner Steinshardts waren überwiegend im Bergbau tätig. Die „Grube Anxbach“ war bis 1961 in Betrieb.
Ebenso war der Basaltabbau für die Region und für die Gemeinde von erheblicher Bedeutung. Im Gemeindegebiet wurde rund einhundert Jahre lang, von den 1860er bis in die 1960er Jahre, in drei Steinbrüchen (Hummelsberg, Strödter Kopf und Notscheider Kopf) Basalt abgebaut.

### Bevölkerungsentwicklung
Die Entwicklung der Einwohnerzahl bezogen auf das heutige Gemeindegebiet; die Werte von 1871 bis 1987 beruhen auf Volkszählungen:
| Jahr | Einwohner |
| ---- | --------- |
| 1815 | 730       |
| 1835 | 1.142     |
| 1871 | 1.221     |
| 1905 | 1.459     |
| 1939 | 1.657     |
| 1950 | 1.745     |
| 1961 | 1.809     |

| Jahr | Einwohner |
| ---- | --------- |
| 1970 | 2.097     |
| 1987 | 2.458     |
| 1997 | 3.148     |
| 2005 | 3.603     |
| 2011 | 3.407     |
| 2017 | 3.340     |
| 2022 | 3.468     |

## Politik

### Gemeinderat
Der Gemeinderat in Sankt Katharinen besteht aus 20 Ratsmitgliedern, die bei der Kommunalwahl am 9. Juni 2024 in einer personalisierten Verhältniswahl gewählt wurden, und dem ehrenamtlichen Ortsbürgermeister als Vorsitzendem.
Die Sitzverteilung im Gemeinderat:
| Wahl | SPD | CDU | FDP | FWG | Gesamt   |
| ---- | --- | --- | --- | --- | -------- |
| 2024 | 1   | 11  | –   | 8   | 20 Sitze |
| 2019 | 1   | 11  | 1   | 7   | 20 Sitze |
| 2014 | 1   | 12  | –   | 7   | 20 Sitze |
| 2009 | 2   | 11  | –   | 7   | 20 Sitze |
| 2004 | 2   | 13  | –   | 5   | 20 Sitze |

- FWG = Freie Wählergemeinschaft St. Katharinen e. V.

### Bürgermeister
Ehrenamtlicher Ortsbürgermeister ist Willi Knopp (CDU), er wurde bei der Kommunalwahl 2014 mit 66,4 Prozent der Stimmen direkt gewählt. Bei der Kommunalwahl am 26. Mai 2019 wurde er mit 71,8 Prozent der Stimmen im Amt bestätigt. Bei der Direktwahl am 9. Juni 2024 setzte er sich mit 55,5 % gegen einen Mitbewerber durch und trat eine weitere fünfjährige Amtszeit an.

### Wappen
| Wappen von Sankt Katharinen | Blasonierung: „Das Wappen ist gespalten, vorne geteilt und zeigt oben in Silber ein schwarzes Balkenkreuz, unten in Rot einen silbernen Schlüssel; hinten zeigt das Wappen in Blau ein halbes zerbrochenes goldenes Rad, belegt mit einem silbernen gestützten Schwert.“         |
| Wappen von Sankt Katharinen | Wappenbegründung: Das Balkenkreuz weist auf die frühere Zugehörigkeit von St. Katharinen zum Kurfürstentum Köln hin. Die Gemeinde gehörte früher zum Kirchspiel Linz, daher der Schlüssel vorne unten. Der hintere Teil des Wappens zeigt die Marterwerkzeuge der hl. Katharina. |

## Kultur und Sehenswürdigkeiten

### Kulturdenkmäler
- Siehe Liste der Kulturdenkmäler in Sankt Katharinen (Landkreis Neuwied)

### Regelmäßige Veranstaltungen
- Kirmes in St. Katharinen: am zweiten Wochenende im November, seit 2010: drittes Wochenende im Oktober
- Kirmes in Hargarten: am dritten Wochenende im Mai
- Kirmes in Noll: am letzten Wochenende im Juli
- Kirmes in Notscheid: am Herz-Jesu Wochenende (10 Tage nach Fronleichnam)
- Kirmes in Steinshardt: am letzten Wochenende im Juni
- Karnevalsveranstaltung Hühball des TC Blau Weiß St.Katharinen e. V.: 1. Januarwochenende

## Wirtschaft und Infrastruktur

### Ansässige Unternehmen

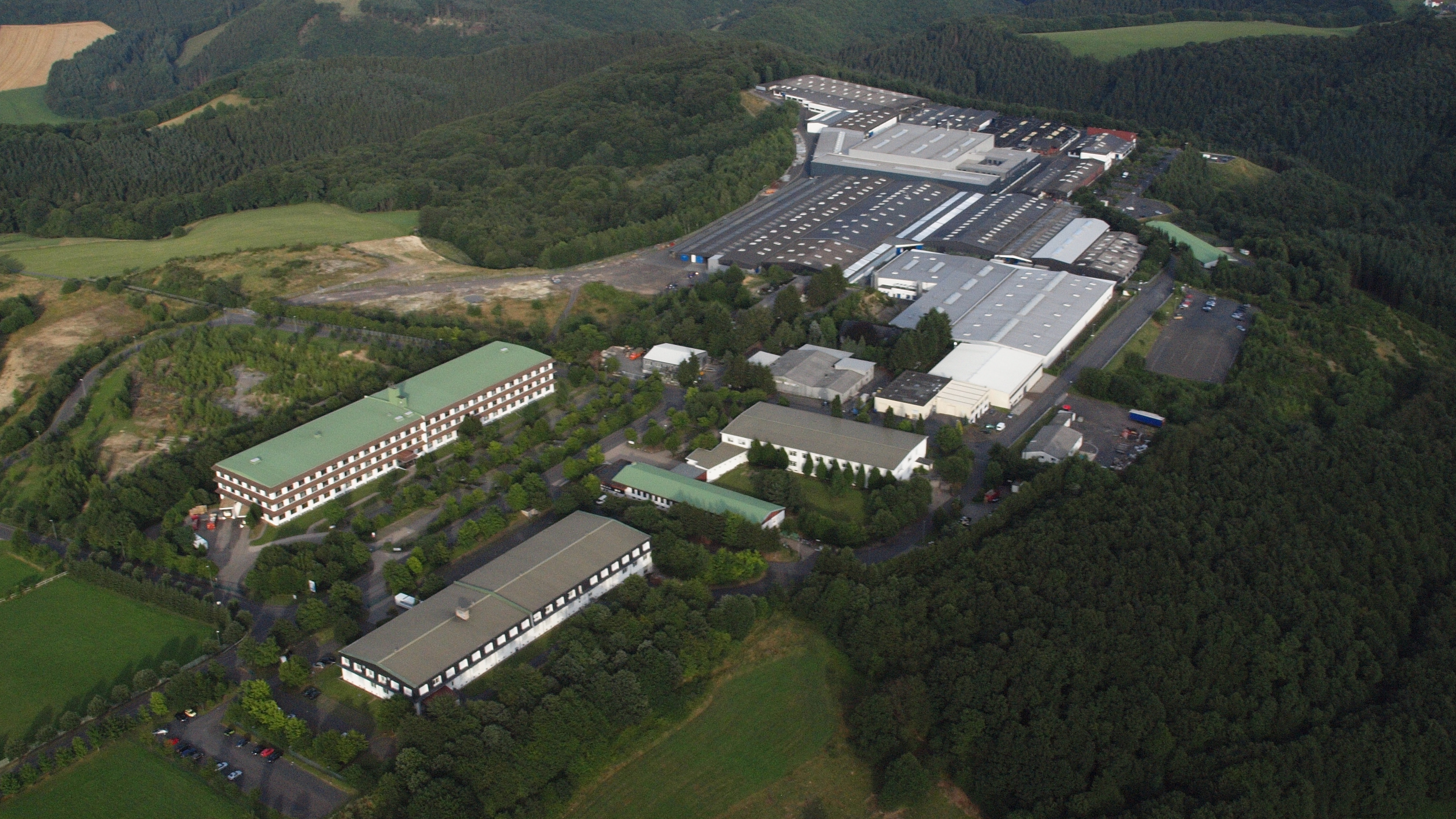
Produktionsstätte von Birkenstock und Niedax in Sankt Katharinen, Luftaufnahme aus westlicher Richtung

Im Industriegebiet in Strödt befindet sich eine Produktionsstätte des Schuhherstellers Birkenstock sowie das Produktionswerk der Niedax GmbH & Co. KG (Hersteller von Kabelverlegesystemen). Ebenso trifft man in St. Katharinen auf die Firma Oskar Pahlke, die mit ihrem Stammwerk an der Linzer Straße und seit 2013 mit dem Werk II im Gewerbegebiet Am Rennenberg vertreten ist.

### Verkehr
Westlich der Gemeinde verläuft die Bundesstraße 42, die von Koblenz nach Bonn führt. Die nächste Autobahnanschlussstelle ist Bad Honnef/Linz am Rhein an der Bundesautobahn 3.
Früher gab es einen eigenen Bahnhof St. Katharinen im Ortsteil Notscheid der Bahnstrecke Linz (Rhein)–Flammersfeld, die heute als Museumsbahn nur bis Kalenborn fährt.
Der Bahnhof Linz (Rhein) auf der rechte Rheinstrecke ist heute der nächste Bahnhof.

## Persönlichkeiten
- Engelbert Engel (* 21. Januar 1887 in Hargarten; † 20. Oktober 1962 in Trier), katholischer Pfarrer